# Tidili Fetouaka
Tidili Fetouaka  (in arabo تدلي فطواكة‎?) è un centro abitato e comune rurale del Marocco situato nella provincia di Azilal, regione di Béni Mellal-Khénifra. Conta una popolazione di 12 759 abitanti (censimento 2014).